# Menhir di Cavaglià

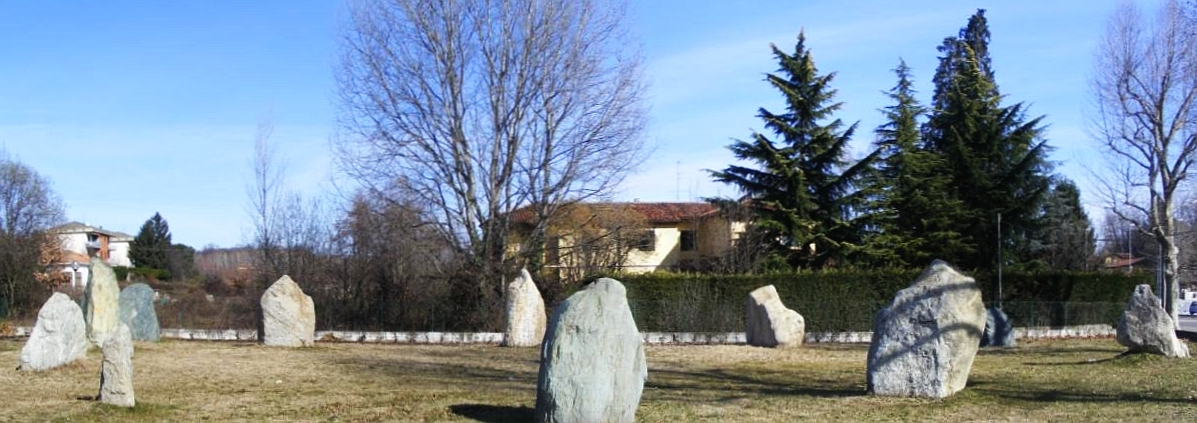
I menhir di Cavaglià.

I menhir di Cavaglià, impropriamente chiamati cromlech di Cavaglià, sono menhir riutilizzati per formare un monumento recente dalle sembianze di cromlech, non lontano dal torrente Elvo a Cavaglià, in Piemonte. 

## Descrizione
Il monumento tenta la ricostruzione di un cromlech, ricollocando in cerchio i menhir che già originariamente facevano parte di un monumento megalitico rituale, ma realizzando un allineamento arbitrario delle pietre e non rispettando il luogo originario, ormai urbanizzato. Il sito risulta comunque di interesse, dato che le pietre sono preistoriche e presentano incisioni rupestri quali una coppella e incisioni cruciformi probabilmente tardomedievali.

## Storia
Poco si sa dei menhir di Cavaglià, databili secondo alcune fonti tra il 4000 a.C. e il 5000 a. C., secondo altre all'Età del Ferro., o secondo altre fonti ancora « molti menhir sono di epoca neolitica, ma la loro costruzione si protrasse fino all'età del bronzo e anche in epoche più vicine a noi (fino alle soglie del Medioevo)». Le pietre facevano parte di un luogo di culto dove probabilmente si svolgevano rituali legati all'astronomia, secondo le conoscenze astronomiche dell'epoca. Esse sarebbero testimoni della presenza di insediamenti di tribù celtiche nell'area.
I menhir sono stati delocalizzati, ammassati e lasciati in stato di incuria e abbandono già negli anni Settanta e Ottanta del Novecento, a seguito di lavori di costruzione del nuovo quartiere. Negli anni Sessanta essi attorniavano un laghetto, secondo le testimonianze degli abitanti. 
La situazione di degrado si è protratta fino al 2005, quando lo studioso di storia locale Luca Lenzi, l'associazione culturale Anticaquercia di Biella e il Gruppo Archeologico Canavesano hanno sollecitato l'intervento della Sovrintendenza ai Beni Archeologici della regione Piemonte e del Comune. Le istituzioni hanno permesso la valorizzazione dei reperti, ma la mancanza di studi preliminari e l'oggettiva distruzione del sito archeologico non ne hanno permesso una collocazione filologica.
Il monumento è liberamente visitabile presso l'incrocio della statale per Biella.